# Streptokokkengingivitis
Acute streptokokkengingivitis is een bijzondere vorm van tandvleesontsteking (gingivitis) met een acuut beloop; in tegenstelling tot het normale chronische beloop van gingivitis. Het komt vaak voor bij patiënten met een streptokokkentonsillitis, of vlak hierna.
Deze vorm van gingivitits wordt geassocieerd met β-hemolytische streptokokken zoals Streptococcus pyogenes.